# تايلر روبيرتس
تايلر روبيرتس (12 يناير 1999 بغلوستر في المملكة المتحدة - ) (بالإنجليزية: Tyler Roberts)‏ هو لاعب كرة قدم بريطاني في مركز الهجوم. لعب مع وست بروميتش ألبيون.

## وصلات خارجية
- تايلر روبيرتس على موقع الاتحاد الدولي (مؤرشف)  (الإنجليزية)
- تايلر روبيرتس على موقع الاتحاد الأوربي (الإنجليزية)
- تايلر روبيرتس على موقع قاعدة بيانات كرة القدم.إي يو (الإنجليزية)
- تايلر روبيرتس على موقع ناشيونال فوتبول تيمز (الإنجليزية)
- تايلر روبيرتس على موقع Soccerbase.com (لاعب) (الإنجليزية)
- تايلر روبيرتس على موقع Soccerway.com (الإنجليزية)
- تايلر روبيرتس على موقع عالم كرة القدم.نت (الإنجليزية)
- تايلر روبيرتس على موقع AS.com (الإسبانية)